# Kaciaryna Bobryk
Kaciaryna Bobryk (ur. 15 listopada 1983) – białoruska lekkoatletka, sprinterka. 

## Najważniejsze osiągnięcia
| Rok  | Rodzaj zawodów            | Miasto | Konkurencja        | Miejsce | Wynik   |
| ---- | ------------------------- | ------ | ------------------ | ------- | ------- |
| 2009 | Halowe mistrzostwa Europy | Turyn  | Sztafeta 4 x 400 m | 3       | 3:35,03 |

## Rekordy życiowe
- Bieg na 100 m - 11,49 (2006)
- Bieg na 200 m - 23,70 (2006)
- Bieg na 400 m - 52,68 (2006)
- Bieg na 400 m (hala) - 53,54 (2007)